# Harriet van Ettekoven
Harriet van Ettekoven  (ur. 6 stycznia 1961 w Zandvoort) – holenderska wioślarka, brązowa medalistka olimpijska.

## Kariera
Wystąpiła na igrzyskach olimpijskich w Los Angeles w 1984, gdzie osada Holandii w składzie: Nicolette Hellemans, Lynda Cornet, Harriet van Ettekoven, Greet Hellemans, Marieke van Drogenbroek, Anne-Marie Quist, Catalien Neelissen, Wiljon Vaandrager i Marty Laurijsen (sterniczka) zdobyła brązowy medal w ósemkach. W finale uplasowały się o 3,12 sekundy za osadą USA i 1,05 sekundy za Rumunkami. Na tych samych igrzyskach zajęła czwarte miejsce w dwójkach bez sternika, walkę o podium przegrywając z Niemkami o 3,51 sekundy. Na rozgrywanych cztery lata później igrzyskach olimpijskich w Seulu startowała w jedynkach. Awansowała do finału A, w którym zajęła czwarte miejsce, w walce o brąz lepsza okazała się Magdalena Georgiewa z Bułgarii. Brała też udział w igrzyskach olimpijskich w Barcelonie w 1992, gdzie ponownie była czwarta, tym razem w czwórkach podwójnych.
Była też między innymi czwarta w jedynkach na mistrzostwach świata w Tasmanii (1990) i piąta na mistrzostwach świata w Bledzie (1989).
Po zakończeniu kariery została trenerką wioślarstwa.
Jej mąż, Nico Rienks, a także synowie: Ralf Rienks i Rik Rienks także byli wioślarzami.